# Giovi da Camposampiero
Giovi da Camposampiero (Padova?, seconda metà del XIII secolo – prima del 16 luglio 1343) è stato un condottiero, politico e diplomatico italiano, al servizio del Comune di Padova e del Ducato di Ferrara.

## Biografia
Proveniva da un ramo secondario dei Camposampiero, figlio del giudice Guglielmo di Florio di Gherardo e di Palmeria da Terradura. Pare che Florio fosse figlio naturale e pertanto Giovi non poté godere dei diritti feudali della famiglia. Tenne comunque dei feudi decimali per conto del vescovo di Padova. Secondo Giorgio Piloni, avrebbe anche ricoperto alcuni incarichi presso il vescovo di Belluno e Feltre.
Come tutti i parenti era di parte guelfa e fu coinvolto nella nascita della signoria carrarese a Padova (lo si ritrova spesso assieme ad Albertino Mussato). Ricoprì incarichi diplomatici e militari per conto del comune: fu ambasciatore a Treviso (1316) e partecipò alla guerra contro Cangrande della Scala come comandante di un distaccamento a difesa del contado (1318); si oppose, inoltre, alla pace conclusa tra Cangrande e Jacopo da Carrara (14 marzo 1318). In seguito alla pace, rientrarono a Padova numerosi fuoriusciti che lo spinsero alla fuga e depredarono la sua casa.
In seguito sostenne il tentativo di Cunizza da Carrara, vedova del parente Tiso VIII da Camposampiero, di impedire l'instaurazione della signoria di Iacopo, che invece gli venne riconosciuta il 25 luglio 1318.
Ma nell'agosto successivo fu richiamato in città assieme agli altri oppositori che non erano passati dalla parte di Cangrande ed ebbe nuovi incarichi.
Giunse a Bolzano per trattare la fine delle ostilità con lo Scaligero alla presenza di Federico I d'Asburgo. Poco dopo si distinse nella sortita contro i veronesi che assediavano Padova (1320). Ancora, si recò a Treviso per chiedere l'intervento del conte di Gorizia che, giunto a Padova con le proprie truppe, contribuì alla sconfitta di Cangrande. Conseguentemente, fu sancita la pace.
Nel 1321, per risolvere le ultime problematiche, venne nuovamente inviato da Federico d'Asburgo che lo nominò cavaliere con Niccolò da Carrara. Qualche tempo dopo convinceva il monarca a dichiarare ribelli gli oppositori padovani che ancora combattevano contro la città.
Contrastò nuovamente i Carraresi quando questi provvidero al rientro dei fuoriusciti di parte scaligera. Nel 1324 partecipò a una congiura guidata da Paolo Dente ma, essendo fallita, venne esiliato a Venezia. Nonostante ciò, si recò a Ferrara presso gli Este: è provata la sua presenza a corte nel 1330 e nel 1331. Sempre nel 1331 otteneva la cittadinanza veneziana.
Nel 1332 ebbe il comando dell'esercito estense che guido alla conquista di Modena. Durante l'assedio di San Felice sul Panaro, però, venne duramente sconfitto dai Modenesi e da Carlo di Lussemburgo (il futuro imperatore Carlo IV). Lo stesso Camposampiero fu fatto prigioniero e venne liberato solo molto tempo dopo dietro pagamento. Nel 1340 fu procuratore degli Estensi durante le trattative tra Scaligeri e Gonzaga e Estensi e Taddeo Pepoli, giurando poi sull'accordo raggiunto. L'ultima sua attestazione è del 12 gennaio 1343, quando ricevette un'investitura da parte del vescovo di Padova.

## Discendenza
Sua prima moglie fu Bella Ongarelli. Sposò in seconde nozze Caterina Mazzucchi de Torcoli che gli diede Guglielmo e Leonisio. Un terzo figlio, ma la notizia è incerta, sarebbe stato Liberale.